# Konrad Henlein
Pour les articles homonymes, voir Henlein.
Konrad Henlein (né le 6 mai 1898 à Maffersdorf (en) en Autriche-Hongrie et mort le 10 mai 1945 à Pilsen en Tchécoslovaquie) est un homme politique pro-nazi dans la Tchécoslovaquie de l'entre-deux-guerres et le leader du Parti allemand des Sudètes (SdP - Sudetendeutsche Partei) prônant le séparatisme de la région des Sudètes, peuplée de germanophones.

## Biographie
Il nait, le 6 mai 1898, à Maffersdorf (aujourd'hui Vratislavice nad Nisou), banlieue de Reichenberg (aujourd'hui Liberec) d'un père allemand, Konrad Henlein, et d'une mère tchèque, Hedwiga, née Dvořáčková.
Il commence sa carrière comme professeur de gymnastique. Il épouse Emma Luisa Geyer, la fille d'un cafetier d'Asch (aujourd'hui Aš), en 1926.

### Leader du SdP
Fondé en 1933, le Front patriotique des Sudètes (renommé Parti allemand des Sudètes en 1935), trouve ses soutiens dans les régions germanophones du nord de la Bohême et du sud de la Moravie, et ses fonds dans le Reich.
Konrad Henlein fonde le parti avec Karl Hermann Frank, futur secrétaire d'État du Protectorat de Bohême-Moravie, alors libraire en faillite à Carlsbad (Karlovy Vary).
Aux élections de 1935 (en), deux ans seulement après l'accession de Hitler au pouvoir, le parti allemand des Sudètes, le SdP, obtient un grand succès, arrivant en tête du scrutin et obtenant le second plus grand nombre de sièges au parlement.
Face aux tensions nationalistes, les autorités tchécoslovaques essaient de calmer le jeu. En 1937, le premier ministre Milan Hodza tente d'améliorer la condition des minorités allemandes vivant dans les régions frontalières. En février 1938, Hitler déclare, dans une allocution publique, qu'en rattachant les territoires tchécoslovaques à peuplement allemand au Reich, il libérerait des "millions d'Allemands vivant à l'étranger".
Au congrès du SdP, qui se tient à Carlsbad (Karlovy Vary) en avril 1938, Konrad Henlein évoque en huit points le programme du parti, rendu public le 24 avril, dont la création d'un territoire allemand autonome. Le but est l'intégration au sein de l'Allemagne. Ce programme est rédigé avec l'idée de le rendre inacceptable par le gouvernement de Prague.
À la mi-mai, les troupes hitlériennes sont déployées à la frontière tchécoslovaque. En réaction à cette situation, le gouvernement tchécoslovaque décrète la mobilisation partielle de l'armée.

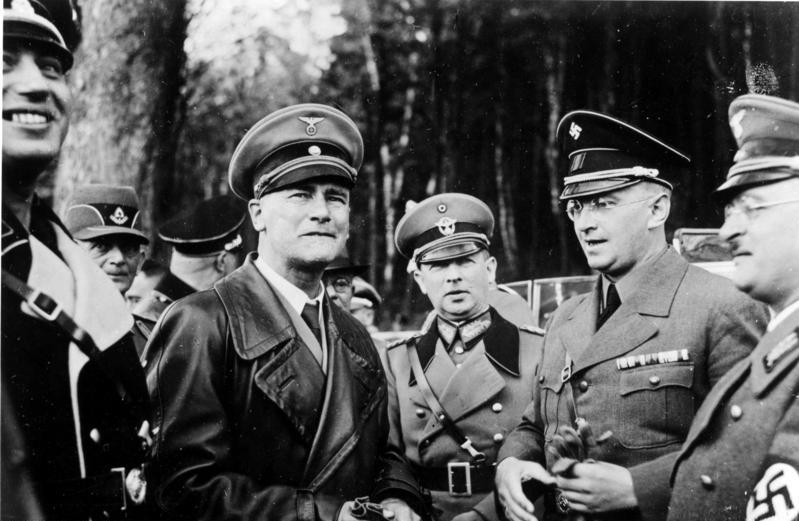
K. Henlein en compagnie de Wilhelm Frick, de Adolf von Bomhard.

En juin, le gouvernement britannique dépêche en Tchécoslovaquie la mission de lord Walter Runciman pour convaincre le gouvernement tchécoslovaque d’adopter les revendications du SdP. Prague cède, mais Henlein cherche le conflit. Dans un discours prononcé à Nuremberg à la fin du congrès du NSDAP, le 12 septembre, Adolf Hitler appelle les Allemands des Sudètes à s'insurger. Dans un discours du 12 septembre, provoquant un soulèvement dans les Sudètes, Henlein défend son opposition à tout accord entre la minorité allemande et le gouvernement de Prague en accusant les Tchèques de se rendre coupables d'exactions et d'humiliations envers la population allemande.
Le gouvernement tchèque intervient : il décrète la loi martiale, occupe les lieux des émeutes et, le 16 septembre, interdit le Sudetendeutsche Partei. Henlein et ses proches sont obligés de fuir vers l’Allemagne.
Les accords de Munich donnent gain de cause à Hitler et Henlein. Le SdP fusionne immédiatement avec le NSDAP. Henlein devient alors SS-Gruppenführer et député du Reichstag. Le 1er mai 1939 il est nommé Gauleiter des Sudètes, position qu'il occupe jusqu'à la fin de la guerre. Le 21 juin 1943, il est promu SS-Obergruppenführer.
Sa position personnelle vis-à-vis du pouvoir était cependant plutôt médiocre. Beaucoup de ses plus proches collaborateurs de l'ex-SdP avaient été écartés pour des raisons politiques (comme Ruth Heinz). Henlein occupait de hautes fonctions, mais son influence était limitée.
Le 7 mai 1945, Henlein part de Reichenberg pour tenter de négocier avec les Américains, entre autres, la reconnaissance des accords de Munich. Il réussit à parvenir jusqu'au territoire libéré par l'armée américaine, et est capturé à Elnbogen. Interrogé et emprisonné à Pilsen, il se rend compte que personne n'a l'intention de négocier avec lui et qu'il est considéré comme un criminel de guerre. Le 10 mai, il se suicide dans sa cellule en se coupant les veines avec le verre de ses lunettes brisées. Il est enterré anonymement dans la fosse commune du cimetière central de la ville.